# Obergailbach
Obergailbach là một commune trong tỉnh Moselle, vùng Grand Est đông bắc nước Pháp.